# 臺灣筍螺
臺灣筍螺（学名：Terebra taiwanensis）为筍螺科?筍螺屬下的一个种。